# Mudar la piel
Mudar la piel és una pel·lícula espanyola a cavall entre el documental i el thriller de ficció del 2018 dirigida per Ana Schulz i Cristóbal Fernández sobre la relació d'amistat entre un mitjancer entre el govern i ETA (pare de la directora) i l'home que el va espiar i trair per encàrrec del CESID. Fou estrenada al Festival Internacional de Cinema de Locarno l'agost de 2018.

## Sinopsi
Juan Gutiérrez és un enginyer de Santander que es va exiliar a Hamburg (Alemanya) en els darrers anys del franquisme. Allí es va llicenciar en filosofia i es va casar amb Frauke Schulz. El 1983 ambdós s'estableixen a Sant Sebastià, on el 1987 funda el Centro de Investigación por la Paz Gernika Gogoratuz. El fet que no tingui filiació política i sigui expert en mitjancer de conflictes farà que després del fracàs de les converses d'Alger el 1989 el govern espanyol el contracti per fer de mitjancer. El 1991 aconsegueix que tots els partits bascos s'asseguin en una mesa a Washington D.C. El CESID no n'és gaire favorable i aleshores apareix misteriosament Roberto Flórez, infiltrat com a periodista i que fa amistat amb Juan, qui confia plenament en ell. El 1997 Roberto desapareix i el 1998 es fa pública una conversa entre Juan i el ministre de l'interior Jaime Mayor Oreja (el contingut de la qual només coneixien Juan i Roberto) i que acaba amb la carrera de mitjancer de Juan.

## Repartiment
- Juan Gutiérrez	... Juan
- Mingo Ràfols	...	Roberto
- Frauke Schulz ... Frauke

## Crítiques
| «                           | "Gràcies al seu precís treball de muntatge, funciona com a sorprenent híbrid entre l'àlbum familiar, el document polític, la intriga 'noir' i la commovedora celebració de l'amor paternofilial. (…) Puntuació: ★★★ (sobre 5)" | » |
| — Nando Salvá: El Periódico | |   |

| «                                  | "Colpidora òpera prima (...) Documental fracció, thriller d'espies i candor paternofilial: una peliculassa. (…) Puntuació: ★★★★★ (sobre 5)" | » |
| — Daniel De Partearroyo: Cinemanía | |   |

| «                            | "Excel·lent pel·lícula (...) Absolutament fascinant i imprevisible híbrid entre documental íntim, social i polític, thriller de ficció i reflexió sobre l'objecte i finalitat del cinema actual." | » |
| — Carlos Loureda: Fotogramas | |   |

## Premis
Va rebre el premi al millor documental als VI Premis Días de Cine i fou nominada al millor documental als VI Premis Feroz. També va guanyar el premi al millor documental al Festival de Cinema d'Espanya de Tolosa de Llenguadoc de 2019.